# Hnutí samosprávné Moravy a Slezska
Hnutí samosprávné Moravy a Slezska (HSMS) byla politická strana existující na přelomu 20. a 21. století v České republice a působící na území Moravy.[zdroj?] V letech 1996-2001 hnutí používalo rozšířený název Hnutí samosprávné Moravy a Slezska – Moravské národní sjednocení (HSMS-MNSj), protože do ní vstoupila v březnu 1996 část členů Moravské národní strany (např. poslanec PSP ČR, právník a historik JUDr. Jiří Bílý.[zdroj?]

## Historie strany
Strana byla založena členy Hnutí za samosprávnou demokracii – Společnosti pro Moravu a Slezsko, kteří nesouhlasili s politickou linií předsedy HSD-SMS Jana Kryčera, který prosadil v lednu 1994 další změnu názvu hnutí na Českomoravskou stranu středu (ČMSS), chtěl stranu etablovat v politickém středu a liberalismu a oslovit voliče celé České republiky, nejen Moravy a Slezska.[zdroj?]
Hnutí se pod vedením exposlance JUDr. Jiřího Bílého v roce 1997 se na poslední chvíli odmítlo zapojit do integrace promoravských stran po neúspěšných parlamentních volbách 1996 do Moravské demokratické strany (MoDS) .[chybí lepší zdroj]
Hnutí se nepodařilo získat ani na komunální úrovni významnější voličskou podporu. V některých volbách spolupracovala s dalšími promoravskými (MoDS), i celočeskými politickými subjekty (Strana zelených, KDU-ČSL, SŽJ) v komunálních volbách 2002. Ve volbách do Evropského parlamentu v roce 2004 na 2. místě kandidátky Za zájmy Moravy ve sjednocené Evropě kandidoval člen HSMS, spisovatel a historik PhDr. Jiří Pernes.
Hnutí samosprávné Moravy a Slezska se v 17. prosince 2005 spojilo s Moravskou demokratickou stranou do strany Moravané s předsedou Ing. Pavlem Dohnalem, starostou Hluku, členem a bývalým předsedou HSMS. Strana Moravané působí v současnosti a je dnes jednou z politických stran moravského hnutí.[chybí lepší zdroj] V roce 2018 vzniklo Moravské zemské hnutí.

## Volební výsledky

### Volby do Poslanecké sněmovny 1996
| Volby | Počet hlasů | %    | Počet mandátů |
| ----- | ----------- | ---- | ------------- |
| 1996  | 25 198      | 0,42 | 0             |

### Volby do obecních zastupitelstev 1998
| Volby | Počet hlasů | %    | Počet mandátů |
| ----- | ----------- | ---- | ------------- |
| 1998  | 146 384     | 0,19 | 26            |

### Volby do krajských zastupitelstev 2000 (kandidátkaMoravská koalice)
| Volby | Počet hlasů | %    | Počet mandátů |
| ----- | ----------- | ---- | ------------- |
| 2000  | 14 256      | 0,60 | 0             |

### Volby do Evropského parlamentu 2004 (kandidátkaZa zájmy Moravy ve sjednocené Evropě)
| Volby | Počet hlasů | %    | Počet mandátů |
| ----- | ----------- | ---- | ------------- |
| 2004  | 9 293       | 0,39 | 0             |